# Августински орден
Августински орден – католически монашески орден, създаден през 13 век в Италия. Води името си от Августин, на когото лъжливо се приписва уставът му, тъй като този устав е написан много векове след смъртта на Августин и се използва от духовници, които искат да живеят според нормите, близки до монашеските. Седалището им се намира в Рим. Има около 4000 членове. Те работят в енории, училища, колежи и др. Главната им цел е да разпространяват знание. Облеклото им е бяло расо, черна роба с дълги широки ръкави, качулка и кожен колан.

## Известни августинци
- Мартин Лутер
- Луис де Леон
- Грегор Мендел